# 薩切斯 (喬治亞州)
薩切斯（英語：Suches）是位於美國喬治亞州尤寧縣的一個非建制地區。該地的面積和人口皆未知。

## 地理
薩切斯的座標為34°41′20″N 84°01′20″W / 34.68889°N 84.02222°W，而該地的平均海拔高度為851米（即2752英尺）。